# Смертельні узи
«Смертельні узи» (англ. Wedlock) — американський телевізійний фантастичний бойовик 1991 року.

## Сюжет
Френк, його дівчина Ноел і його друг Сем викрадають діаманти з ювелірного магазину. Спрацьовує сигналізація, але грабіжникам вдається втекти від поліції. Компаньйони Френка не хочуть ділитися здобиччю і Ноел стріляє в нього. Однак пізніше вони виявляють, що діамантів у кейсі немає. Френк потрапляє в експериментальну в'язницю, де на кожного ув'язненого надівається електронний нашийник з вибухівкою, який дистанційно зв'язаний з нашийником іншого ув'язненого. Ніхто не знає своєї пари, і варто відійти одне від одного на велику відстань, як вибухнуть обидва. Начальник в'язниці знає про діаманти, але Френк відмовляється повідомити, де вони заховані. Одного разу ув'язнена Трейсі повідомляє Френку, що їхні ошийники зв'язані. Вони здійснюють втечу і їх починають переслідувати колишні подільники і начальник в'язниці.

## У ролях
| Актор               | Роль                        |
| ------------------- | --------------------------- |
| Рутгер Гауер        | Френк Воррен                |
| Мімі Роджерс        | Трейсі Ріггс                |
| Джоан Чень          | Ноель                       |
| Джеймс Ремар        | Сем                         |
| Стівен Тоболовскі   | начальник в'язниці Голлідей |
| Бейзіл Воллес       | Емералд                     |
| Гранд Л. Буш        | Джаспер                     |
| Деніс Форест        | Пус                         |
| Гленн Пламмер       | Тіл                         |
| Белль Ейвері        | Дебора                      |
| Ісмаель «Іст» Карло | офіцер                      |
| Ед Крик             | сержант 1                   |
| Зайд Фарід          | поліцейський 1              |
| Річард Гілберт-Гілл | охорона 2                   |
| Колін Гамільтон     | міністр                     |
| Гаррі Джонсон       | поліцейський 2              |
| О-Лан Джонс         | продавчиня                  |
| Крістофер Джаджес   | охорона                     |
| Тіна Ліффорд        | поліцейська                 |
| Денні Трехо         | в'язень                     |